# Estroboscopi

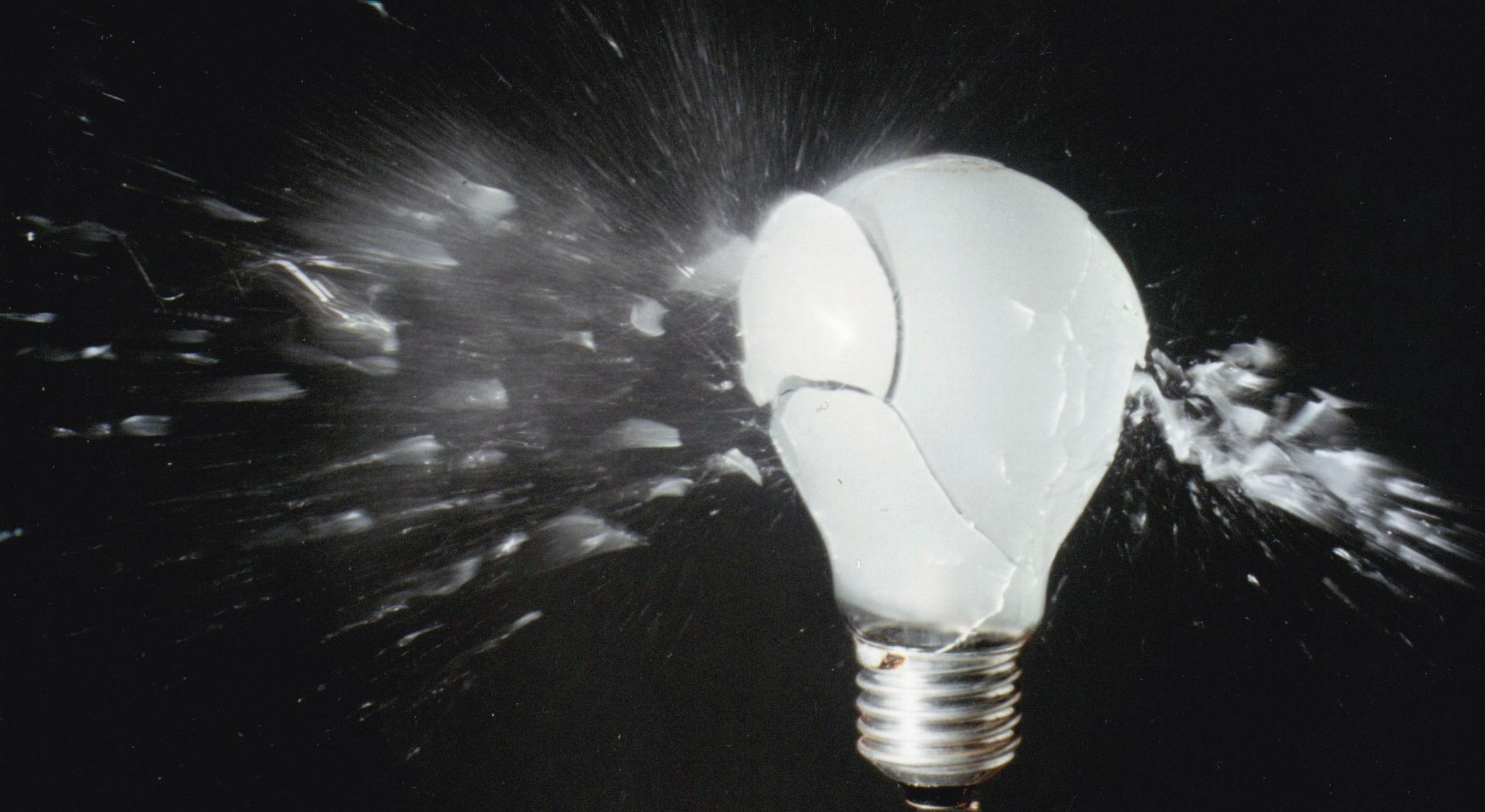
Una imatge astorant obtinguda mitjançant una llum d'estroboscopi de duració curta

L'estroboscopi és un instrument que proporciona una il·luminació intermitent a un objecte giratori o vibrador que permet visualitzar un objecte que s'està girant com si estigués parat o girant molt lentament i permet estudiar el seu moviment o determinar la seva velocitat de rotació o freqüència de vibració Permet encendre i apagar llums, en un lapse donat, la quantitat de vegades que es desitgi. Aquest dispositiu és molt utilitzat en clubs nocturns i en pel·lícules per a donar la sensació de moviment ràpid.

## Funcionament
Un estroboscopi està dotat d'una làmpada, normalment del tipus de descàrrega gasosa de xenó, similar a les emprades en el flaix de fotografia, amb la diferència que en comptes d'una ràfega de llum, emet una sèrie de ràfegues de llum consecutives i amb una freqüència regulable. Si tenim un objecte que està girant a n revolucions per minut, i regulem la freqüència de l'estroboscopi a n ràfegues de llum per minut i il·luminem amb ell l'objecte giratori, aquest, en ser il·luminat sempre en la mateixa posició, apareixerà i semblarà parat per als nostres ulls.
Si la freqüència de les ràfegues de llum no coincideixen exactament amb la del gir, però s'aproxima molt a ella, veurem l'objecte moure's lentament, cap endavant o cap enrere depenent de la freqüència de les ràfegues de llum que tingui l'estroboscopi.
Una aplicació molt coneguda d'aquest instrument era l'ajust de la velocitat dels antics tocadiscs de discs de vinil. Aquests instruments portaven dibuixades unes marques en la vora del plat giradiscs, marques que eren il·luminades per la llum de la làmpada de descàrrega gasosa, en aquest cas de neó, alimentada pel voltatge altern de la xarxa elèctrica de 50 Hz. Com que estava calculat el nombre de marques perquè, amb la velocitat del gir correcta, passés una marca cada segon per davant de la làmpada de neó, les marques apareixien immòbils quan efectivament la velocitat era la correcta.
En l'actualitat l'estroboscopi se segueix utilitzant per a verificar la velocitat de gir de màquines i motors de diverses classes, sense necessitat d'efectuar acoblament elèctric o mecànic.
De manera inversa, si enganxem en un disc giratori diverses imatges corresponents a diferents fases del moviment d'un objecte (per exemple un ninot) i la il·luminem amb l'estroboscopi de manera que es produeixi una ràfega de llum cada vegada que passi davant de nosaltres una imatge, quedant el plat sense il·luminar en l'espai que hi ha entre una imatge i l'altre, el resultat serà que veurem l'objecte en moviment. En aquest principi, anomenat estroboscòpic, es basen les pel·lícules de dibuixos animats.

## Història

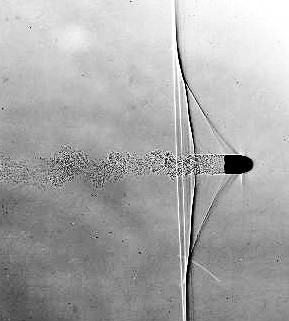
Bala captada per l'estroboscopi del Doctor Edgerton.

En general s'atribueix la invenció de l'estroboscopi al belga Joseph Plateau quan, al 1832, va utilitzar un disc amb talls radials que rotava mentre mirava imatges en moviment en una altra roda. Plateau va anomenar aquest aparell com el “Fenaquistoscopi”. A molt pocs dies de distància, gairebé simultàniament, l'inventor independent anomenat Simon von Stampfer va idear el mateix aparell, que va anomenar “Estroboscopi”, i que és el terme utilitzat des de llavors per fer referència a l'invent. L'etimologia del mot prové del grec στρόβος – strobos, que vol dir “remolí” i σκοπεῖν – skopein, que vol dir “mirar a”.
A més de tenir una gran importància en la recerca científica, les invencions primàries de l'aparell van tenir una repercussió immediata en la societat, que va crear amb ells mètodes per generar imatges en moviment. A més, també van ser fruit d'aquest invent nombroses joguines per als infants.
Al 1917, l'enginyer francès Etienne Oehmichen va patentar el primer estroboscopi elèctric, construint al mateix temps una càmera capaç de obturar a mil fotogrames per segon.
La llum estroboscòpica va ser inventada l'any 1931, quan Harold Eugene Edgerton (el Doctor Edgerton) va utilitzar una llum de flash per estudiar les parts d'una màquina en moviment. A partir de llavors, l'empresa General Radio Corporation va començar a produir aquest invent amb el nom de “Strobotach”.
Més tard, el Doctor Edgerton va utilitzar flash molt curts per capturar imatges d'objectes que es movien amb velocitats molt altes, com per exemple el recorregut d'una bala en ser disparada.

## Aplicacions
Els estroboscopis tenen un paper important en l'estudi de les tensions en la maquinària en moviment i en moltes altres formes d'investigació. Els estroboscopis brillants són capaços de dominar la il·luminació ambiental i fer aparèixer l'efecte de stop-motion sense necessitat de condicions ambientals de funcionament fosques. També s'utilitzen com a instruments de mesura per determinar la velocitat cíclica. Com a llum de temps s'utilitzen per fixar el temps d'ignició del Motor de combustió interna.
A la medicina, els estroboscopis s'utilitzen per veure les cordes vocals per al diagnòstic de les condicions que han produït disfonies (ronquera). El pacient parla en un micròfon que, al seu torn, activa l'estroboscopi a la mateixa o una freqüència lleugerament diferent. La font de llum i una càmera es posicionen mitjançant l'endoscòpia.
Una altra aplicació de l'estroboscopi es pot veure en moltes tauletes de gramòfon. La vora del plat té marques a intervals específics, de manera que quan a sota es veu una il·luminació fluorescent alimentada a la freqüència de la xarxa, sempre que la platina giri a la velocitat correcta, les marques semblen estacionàries. Això no funcionarà bé sota una il·luminació incandescent, ja que les bombetes incandescents no són molt estroboscòpiques. Per aquest motiu, alguns tauletes tenen una bombeta de neó o un LED al costat de la safata. El LED ha de ser conduït per un rectificador d'ona mitja del transformador de la xarxa, o per un oscil·lador.
Els estroboscopis lluminosos intermitents també estan adaptats per a ús pop, com a efecte d'il·luminació per a discoteques i clubs nocturns on generen la impressió de ballar a càmera lenta. La velocitat estroboscòpica d'aquests dispositius no sol ser molt precisa ni molt ràpida, ja que l'aplicació d'entreteniment normalment no requereix un alt rendiment.

### Fenaquistoscopi
L'any 1829, en Joseph Antoine Ferdinand Plateau va publicar les seves investigacions amb relació a la persistència de la visió, i al 1832 va patentar la seva pròpia joguina per tal de demostrar la seva recerca teòrica. Pintats sobre un tauler pla i circular es presentaven dissenys individuals en posicions lleugerament variables. Quan el tauler era agafat per un mànec, sostingut davant d'un mirall i després girat, els dissenys individuals es convertien en una seqüència animada i contínua. Per veure com es movien els dissenys (més que no pas com un desenfocament), l'espectador mirava el mirall a través de petites escletxes tallades al tauler circular de la joguina. Plateau va anomenar la seva joguina Fenaquistoscopi (del grec “espectador enganyós”). La recerca de Plateau va ser important, ja que en el transcurs d'ella va descobrir que 16 imatges per segon eren la velocitat òptima per produir un moviment continu (per sota de 12 fps, la foscor intermitent es percep com un flagrant "parpelleig" i les fotografies encara apareixen). Els primers cineastes també descobririen la utilitat dels 16 fps. A més, la màquina de Plateau requeria moments de foscor, de no imatge, perquè semblés que les imatges es moguessin. Potser l'ull necessitava un temps de descans per submergir-se en les imatges. Tot i això, no s'inventaria un projector d'èxit fins que no es descobrís una analogia amb les escletxes de Plateau.

### Estroboscopi
Un inventor alemany, en Simon Ritter von Stampfer, va desenvolupar una màquina similar al fenaquistoscopi de Plateau al mateix any, la qual va anomenar estroboscopi (clar i fosc en ràpida alternança, del grec "visualitzador altern"). Basant-se en el mateix principi que el fenaquistoscopi i l'estroboscopi, van aparèixer al llarg del segle xix moltes versions refinades de la seva joguina .

### Zoòtrop
L'any 1834, en William George Horner va crear una màquina estroboscòpica que utilitzava un tambor circular en lloc d'un tauler circular pla, en el qual hi cabien tires de paper intercanviables. Quan l'espectador mirava a través de les escletxes del tambor que girava, fet que permetia instants de foscor, les imatges de les tires de paper apareixien en un moviment seqüencial. En Horner, primer va anomenar la seva joguina DeadelumI, i després la va anomenar Zoòtrop (del grec, “roda de vida”).

### Les joguines estroboscòpiques combinades amb la llanterna màgica
Així mateix, l'any 1834, en Franz von Uchatius va començar a combinar les joguines estroboscòpiques amb la llanterna màgica (un projector de diapositives de vidre del segle XVII). Uchatius va alinear una sèrie de projectors un al costat de l'altre i els va centrar en la mateixa pantalla. A cada llanterna hi havia un portaobjectes de vidre amb una fase de moviment una mica diferent. En córrer amb una torxa de llanterna a llanterna, Uchatius va aconseguir llançar una seqüència de moviment aparent a la pantalla. El resultat va ser el precedent del dibuix animat. Els experiments d'Uchatiu amb llanternes van continuar i l'any 1853 ja havia desenvolupat un fenaquistoscopi projectat, que combinava un disc fenaquistoscòpic amb una llanterna màgica. Quan l'operari girava el disc, la llanterna llançava el moviment animat seqüencial a la pantalla.

### Praxinoscopi
El praxinoscopi va ser inventat per Charles-Émile Reynaud l'any 1877. S'assemblava al Zoòtrop, però el tambor no tenia escletxes. En comptes d'això, l'espectador mirava, per sobre de la vora del tambor, una roda central interna sobre la qual es posaven els miralls inclinats els uns amb els altres, els miralls reflectien les imatges que Reynaud havia dibuixat en tires de paper (semblants a les del Zoòtrop), que se situaven dins del tambor i en el moment en què cada mirall quedava davant de la visió de l'espectador, la imatge es reflectia al seu ull. Fins i tot sense escletxes i foscor, s'aplicava la persistència de la visió, perquè sempre hi havia un instant entre les imatges en què no es veia res més que la vora angular d'un mirall giratori. Reynaud aviat va desenvolupar el teatre praxinoscopi, on la imatge en moviment reflectida es combinava amb el reflex d'un conjunt en miniatura o de fons pintat.

### Variacions realitzades a finals delseglexix
A finals del segle xix, les variacions que s'havien realitzat d'aquests aparells ja eren abundants. Totes aquestes joguines estroboscòpiques compartien, a més del seu ús comú de la persistència de la visió, diversos trets que continuarien com a tendències en la posterior història del cinema. El més sorprenent va ser la passió dels inventors pels elegants noms grecs i llatins: Coreutoscopi, Vitascopi, Zoòtrop. (També hi havia un Getthemoneygraph). Aquesta passió pel brodat nominal dominaria més aviat la primera era del cinema (Cinetoscopi, Cinematògraf) i, fins i tot, més enllà, fins a l'època del Technicolor i del Cinemascope. També crida l'atenció la simultaneïtat dels descobriments realitzats per diferents homes en diferents països, principalment a França, Anglaterra, Alemanya i els Estats Units. Aquests experiments simultanis van produir una confusió que avui dia encara continua, de manera que aquests quatre països segueixen afirmant que han estat els inventors de la pel·lícula. La validesa de cada reclamació depèn de si es defineix la pel·lícula com a inventada quan es va concebre, quan es va patentar, quan es va fotografiar en una pel·lícula o quan es va projectar en públic.

## Altres efectes
El flaix ràpid pot generar la il·lusió que la llum blanca té un color, conegut com a color de Fechner. Dins d'alguns rangs, el color aparent es pot controlar per la freqüència del flaix, però és una il·lusió generada en la ment de l'observador i no en un color real. El disc de Benham en demostra l'efecte.